# David Poffenroth
David Poffenroth (* 1990 in Calgary) ist ein kanadischer Biathlet.
David Poffenroth lebt in Airdrie und studiert an der Royal Roads University. Der Athlet der Rocky Mountain Racers gewann bei den Nordamerikanischen Meisterschaften im Sommerbiathlon 2010 in Canmore den Titel im Crosslauf-Sprint. Seine erste internationale Meisterschaft bei den Männern wurden die Nordamerikanischen Meisterschaften im Biathlon 2013 im Whistler Olympic Park in Whistler. Im Sprint wurde er 17., im Verfolgungsrennen 18. und im Massenstartrennen 12. In der Gesamtwertung des Biathlon-NorAm-Cup 2012/13 wurde Poffenroth 19.